# Kabinetsformatie Nederland 1999
Een kabinetsformatie vond in Nederland plaats nadat het kabinet-Kok II op 19 mei 1999 ontslag had aangeboden. Reden voor het ontslag was de Nacht van Wiegel, waarna Democraten 66 (D66) ontslag wilde. Na een gesprekken onder leiding van informateur Herman Tjeenk Willink was D66 bereid toch in het kabinet met Volkspartij voor Vrijheid en Democratie (VVD) en Partij van de Arbeid (PvdA) te blijven. Het kabinet trok daarom op 8 juni het ontslag in.

## Achtergrond

### Kabinet Kok II

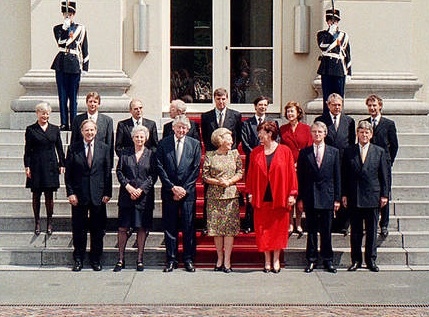
Bordesscène van het kabinet-Kok II in 1998.

In 1998 trad het kabinet-Kok II aan. Net als het voorgaande kabinet-Kok I bestond het uit de PvdA, VVD en D66 (bekend als de paarse combinatie). Inhoudelijke vervulde D66 een brug tussen de sociaaldemocratische PvdA en de liberale VVD, maar in het tweede kabinet was D66 numeriek niet nodig voor een meerderheid.

### Nacht van Wiegel
Belangrijke reden voor D66 om toe te treden tot het kabinet was de invoering van een bindend referendum. Tijdens het eerste kabinet Kok was de benodigde grondwetswijziging al door de Kamers gekomen en de Tweede Kamer had dit in tweede lezing ook met de benodigde tweederdemeerderheid goedgekeurd. Bij de eerste lezing in de Eerste Kamer hadden echter vijf leden van de VVD tegengestemd en gaven aan hun bezwaren te handhaven. Voor de tweederdemeerderheid waren zij alle vijf vereist. Bij de Provinciale Statenverkiezingen van maart 1999 was gebleken dat na de Eerste Kamerverkiezingen van mei 1999 de vereiste meerderheid nog verder weg zou zijn. D66-prominenten, waaronder uiteindelijk fractievoorzitter Thom de Graaf, gaven aan dat verwerping van het referendum gevolgen zou hebben voor het kabinet. Ook premier Kok kwam met die boodschap naar het Eerste Kamerdebat op 18 mei over het wetsvoorstel. Onder deze druk wijzigden vijf senatoren hun positie. Alleen oud-partijleider Hans Wiegel stemde tegen tijdens wat bekend is komen te staan als de Nacht van Wiegel, waardoor de wijziging was verworpen.
Een dag later kwam het kabinet bijeen. Voor VVD en PvdA was dit geen kabinetscrisis waard. Ook omdat Nederland betrokken was bij de Kosovo-oorlog. Zij opperden het opnieuw indienen van het wetsvoorstel, waardoor het weer tweemaal langs beide Kamers moest. Voor D66 was dit onvoldoende en zij wilden het hele kabinet laten aftreden. Als niet hele kabinet aftrad, zouden alleen de D66-bewindspersonen zich terugtrekken. Kok en PvdA-fractievoorzitter Ad Melkert wilden dit voorkomen om niet de indruk te wekken dat regeren met VVD zonder D66 kon. Zij wisten daarvan hun ministers te overtuigen. Op 19 mei bood het kabinet vervolgens collectief ontslag aan.

## Informateur Tjeenk Willink

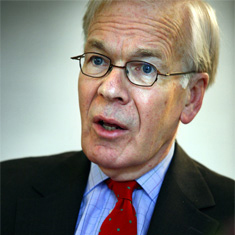
Informateur Herman Tjeenk Willink (PvdA), foto uit 2017.

In de avond van 19 mei werd er in de Tweede Kamer gedebatteerd over de crisis. De Graaf gaf aan dat er nieuwe verkiezingen moesten komen. Dijkstal vond verkiezingen niet nodig en pleitte voor herstel van de coalitie of anders voortzetting door PvdA en VVD. Melkert was tegen voortzetting zonder VVD en gaf voorkeur aan herstel en anders verkiezingen. Oppositiepartijen Christen-Democratisch Appèl (CDA), GroenLinks, Socialistische Partij en Reformatorische Politieke Federatie (PRF) pleitten voor nieuwe verkiezingen. De Staatkundig Gereformeerde Partij (SGP) wilde een rompkabinet van PvdA en VVD. Het Gereformeerd Politiek Verbond (GPV) wilde geen nieuwe coalitie op basis van de huidige Kamer. De fractievoorzitters herhaalden deze standpunten bij de consultaties van koningin Beatrix, die ook haar vaste adviseurs ontving. Alleen De Graaf was minder stellig door aan te geven dat hij niet zou weigeren mee te werken aan een lijmpoging. Op basis van de adviezen wees Beatrix vice-president van de Raad van State en oud-PvdA-politicus Herman Tjeenk Willink aan als informateur om de coalitie te reconstrueren. Melkert had ook nog geopperd een D66-informateur aan te wijzen om die partij aan het proces te binden, maar dit weigerde D66.
Op 25 mei begon Tjeenk Willink zijn gesprekken met Kok en de drie fractievoorzitters. Onder de PvdA-bewindslieden waren wel voorstanders van doorregeren desnoods zonder D66, zoals Bram Peper, Klaas de Vries en Karin Adelmund. In de fractie verlangde een groeiend deel juist naar een einde van Paars. Melkert benadrukte het belang van eerst de lijmpoging doen. VVD bleef bij het standpunt dat zij door wilden regeren, maar was niet van plan D66 actief tegemoet te komen. D66'ers, zoals De Graaf en oprichter Hans van Mierlo, hadden aanvankelijk gehoopt dat hun principiële opstelling tot winst in de peilingen zou leiden. Onder fractieleden en oudgedienden, waaronder Van Mierlo, groeiden daardoor de overtuiging dat een definitieve breuk niet verstandig was. Men vreesde ook dat andere belangrijke punten voor D66 zoals euthanasie in gevaar zouden komen als CDA zou regeren na verkiezingen. D66 ging de gesprekken met Tjeenk Willink daarom in met de intentie om te lijmen, maar niet ten koste van alles.
Tjeenk Willink stelde voor een oplossing te vinden op het gebied van bestuurlijke vernieuwing, waar de crisis ontstaan was. VVD en D66 wilden niet het regeerakkoord aanpassen, maar wel de accenten verleggen. De Graaf stelde voor dat de grondwetswijziging opnieuw ingediend zou worden, maar dat daarnaast ook een consultatief referendum ingevoerd moest worden. Daarvoor is geen grondwetswijziging nodig en kon dus binnen deze kabinetsperiode. De Graaf wilde met steun van Melkert dat de voorwaarden voor referendum verlaagd zouden worden, zoals het aantal benodigde handtekeningen. De VVD, die sowieso geen groot voorstander van referendum was, vond de drempels wel nodig en vreesde dat het tijdelijke consultatieve referendum permanent zou blijven. De partijen kwamen uiteindelijk overeen dat het tijdelijke consultatieve referendum een einddatum van 1 januari 2005 zou krijgen en dat handtekeningen elektronisch verzameld mochten worden. Daarna herbevestigen ze andere staatkundige vernieuwingen uit het regeerakkoord, zoals dualisering van lokaal bestuur, ander kiesstelsel en burgemeestersreferendum.
Even leken twee incidenten de lijmpoging in de weg te zitten. Op 2 juni vond het slotdebat over het rapport van de parlementaire enquête naar de Bijlmerramp plaats, wat tot aanvullende spanningen leidden in de coalitie. Het rapport bevatte kritische conclusies over D66-vicepremier en minister van Volksgezondheid Els Borst, maar ook VVD-vicepremier en minister Annemarie Jorritsma en premier Kok. De PvdA-fractie wilde een kritische motie indienen richting Borst, maar zij dreigde dan met aftreden. Uiteindelijk zwakte PvdA de motie dusdanig af dat het debat afliep zonder politieke gevolgen. Op 7 juni stapte wel D66-minister Landbouw, Natuurbeheer en Visserij Hayo Apotheker op, vanwege gebrek aan steun voor de inkrimping van de varkensstapel.
Later die dag stemde de ministerraad in met het onderhandelingsresultaat. Een dag later trokken zij hun ontslag in. De positie van Apotheker werd ingenomen door Laurens Jan Brinkhorst.

## Bron
- Reiding, Hilde (2016). Sleutelen aan de huwelijkse voorwaarden. In: Van Baalen, Carla; Van Kessel, Alexander (ed.).    Kabinetsformaties 1977-2012. Boom, Amsterdam, pp. 303-317. ISBN 9789461054661. NUR 680.